# لیزدگزامفتامین مزیلات
لیزدگزامفتامین (شناخته شده به عنوان ویاس در ایران) پیش داروی دکستروآمفتامین است که برای درمان اختلال بیش‌فعالی (ADHD) استفاده می شود. این دارو ممکن است است برای درمان اختلال پرخوری نیز استفاده شود، هرچند به دلیل خطر عوارض جانبی جدی برای کاهش وزن توصیه نمی شود. این دارو در دوزهای ۱۰، ۲۰، ۳۰، ۵۰ و ۷۰ میلی‌گرم در ایران موجود است.
.
1. ↑  «لیز دگزامفتامین | لیس دکس آمفتامین». rpsi.ir. بایگانی‌شده از اصلی در ۲۷ مه ۲۰۲۲. دریافت‌شده در ۲۰۲۲-۰۴-۲۴.
2. 1 2  «داروی لیزدگزامفتامین (Lisdexamfetamine)». سینسا. بایگانی‌شده از اصلی در ۲۷ نوامبر ۲۰۲۲. دریافت‌شده در ۲۰۲۲-۰۴-۲۴.
3. ↑  Blick, Stephanie K. A.; Keating, Gillian M. (2007-03-01). "Lisdexamfetamine". Pediatric Drugs (به انگلیسی). 9 (2): 129–135. doi:10.2165/00148581-200709020-00007. ISSN 1179-2019.

## موارد مصرف
این دارو جهت درمان اختلال کم‌ توجهی و بیش فعالی در بزرگسالان و کودکان بزرگتر از سن ۶ سال مورد استفاده قرار می‌گیرد. همچنین بدلیل اثر سرکوب کننده اشتهای آن در موارد شدید اختلال پرخوری عصبی نیز مورد استفاده میگردد. 

## مکانیسم اثر
لیزدگزامفتامین با هدف افزایش زمان اثر دارو (تا ۱۴ ساعت پس از مصرف ) به طور موثر و پایدار ساخته شد. اضافه شدن آمینو اسید لیزین آزادسازی دکستروآمفتامین به جریان خون را به طور شدید محدود و آهسته می‌کند و امکان سو استفاده این دارو مانند سایر هم‌خانواده‌های آمفتامین از طریق خرناس کردن پودر درون کپسول آن (اسنیف کردن)، تزریق آن به صورت وریدی و استعمال مقعدی جهت رسیدن سریع‌تر به حس سرخوشی ممکن نیست. برعکس آدرال که نسبت 3:1 دکستروآمفتامین به لووآمفتامین دارد لیزدگزامفتامین یک فرمول تک انانتیومر دکستروآمفتامین را آزاد می‌کند.
عوارض مصرف:
1. در پرکاری تیروئید، گلوکوم، فشار خون خفیف تا شدید، تصلب شرایین پیشرفته، CVD علامت دار، حالت‌های آشفته، سابقه روان‌پریشی یا سوء مصرف دارو با احتیاط مصرف شود
2. این دارو ممکن است در بیمارانی که سابقه قبلی ندارند علائم سایکوتیک یا شیدایی ایجاد کند، یا در بیماران مبتلا به روان‌پریشی از قبل، علائم را تشدید کند. قبل از استفاده از محرک، اختلال دوقطبی را ارزیابی کنید.
3.مرگ ناگهانی در ارتباط با درمان محرک CNS در دوزهای توصیه شده درکودکان مبتلا به ناهنجاری‌های ساختاری قلبی یا سایر مشکلات جدی قلبی گزارش شده است. در بزرگسالان، مرگ ناگهانی، سکته مغزی و انفارکتوس میوکارد گزارش شده است. از مصرف در بیماران مبتلا به ناهنجاری‌های شناخته شده قلبی، کاردیومیوپاتی، آریتمی جدی قلبی، یا بیماری عروق کرونر خودداری کنید.
سندرم سروتونین این دارو:
سندرم سروتونین، یک واکنش بالقوه تهدیدکننده زندگی است که در برخی بیماران زمانی رخ می‌دهد که آمفتامین‌ها همراه با سایر داروهایی که بر سیستم‌های انتقال دهنده عصبی سروتونرژیک اثر می‌گذارند (مانند MAOIs، SSRIs، SNRIs، تریپتان ها، TCAs، فنتانیل، لیتیم، ترامادول، تریپتوفان، بوسپیرون، مخمر سنت جان
لیز دگزامفتامین
1. ↑  Vaughan RA, Foster JD (September 2013). "Mechanisms of dopamine transporter regulation in normal and disease states". Trends Pharmacol. Sci. 34 (9): 489–496. doi:10.1016/j.tips.2013.07.005. PMC 3831354. PMID 23968642. AMPH and METH also stimulate DA efflux, which is thought to be a crucial element in their addictive properties [80], although the mechanisms do not appear to be identical for each drug [81]. These processes are PKCβ– and CaMK–dependent [72, 82], and PKCβ knock-out mice display decreased AMPH-induced efflux that correlates with reduced AMPH-induced locomotion [72].